# 沃尔高·卡罗伊
沃尔高·卡罗伊（匈牙利語：Varga Károly，1955年9月28日—），匈牙利男子射击运动员。他曾代表匈牙利参加1980年夏季奥林匹克运动会射击比赛，获得50米步枪卧射金牌。